# Tribunal Constitucional de Eslovaquia
El Tribunal Constitucional de la República Eslovaca (en eslovaco Ústavný súd Slovenskej republiky) es un órgano constitucional establecido por la Constitución de Eslovaquia. Tiene su sede en Košice. Desde 2019 está presidido por Ivan Fiačan.

## Atribuciones
El régimen del Tribunal y de sus jueces está regulado por la Constitución (título séptimo, sección primera). Decide sobre la compatibilidad con la Constitución de las leyes, los decretos (dictados por el Gobierno o los órganos administrativos) y los reglamentos (dictados por los órganos administrativos o derivados de tratados internacionales). También decide sobre los litigios entre los distintos órganos del Estado, a menos que la ley especifique que éstos deban ser resueltos por otro órgano del Estado, sobre los recursos contra las decisiones legalmente válidas de los órganos del Estado, sobre las elecciones, sobre los referendos y es el único tribunal que puede procesar al Presidente de la República.
El Tribunal inicia los procedimientos sobre una propuesta:
- de al menos una quinta parte de los diputados (es decir, 30) del Consejo Nacional de la República Eslovaca;
- del presidente de la República;
- del Gobierno de Eslovaquia;
- de un tribunal;
- del fiscal general;
- en los casos previstos en los artículos 127 y 127 bis de la Constitución.

## Jueces
Originalmente, el Tribunal estaba formado por diez jueces nombrados por un periodo de siete años por el presidente de la República, que los elegía de entre una lista de veinte candidatos propuestos por el Consejo Nacional. A raíz de una enmienda constitucional de 2001, en la actualidad se compone de trece jueces nombrados para un período de doce años por el presidente de la República, que los elige de entre una lista de veintiséis candidatos propuestos por el Consejo Nacional. Los requisitos para ser candidato son tener una edad mínima de 40 años, ser licenciado en Derecho y contar con al menos 15 años de actividad jurídica. Al igual que los diputados del Consejo Nacional, los jueces gozan de inmunidad y sólo pueden ser juzgados o detenidos por el propio Tribunal Constitucional.